# Aprostocetus niger
Aprostocetus niger är en stekelart som först beskrevs av Girault 1913.  Aprostocetus niger ingår i släktet Aprostocetus och familjen finglanssteklar. Inga underarter finns listade i Catalogue of Life.